# Терсейра
Остров Терсейра (порт. Terceira) — один из 9 населенных островов, входящий в центральную группу архипелага Азорские острова в Атлантическом океане, принадлежит Португалии. Это сравнительно большой остров. Он был открыт третьим, после островов Санта-Мария и Сан-Мигел, название острова буквально означает «третий».

## География

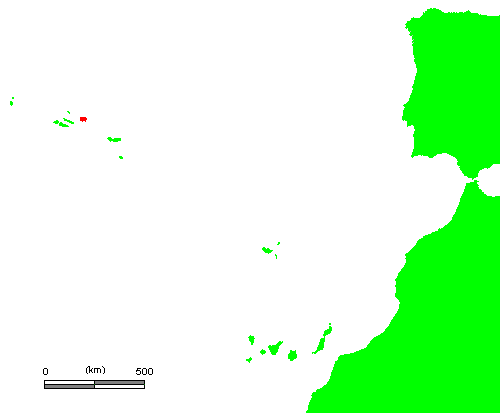
Остров Терсейра в архипелаге Азорские острова

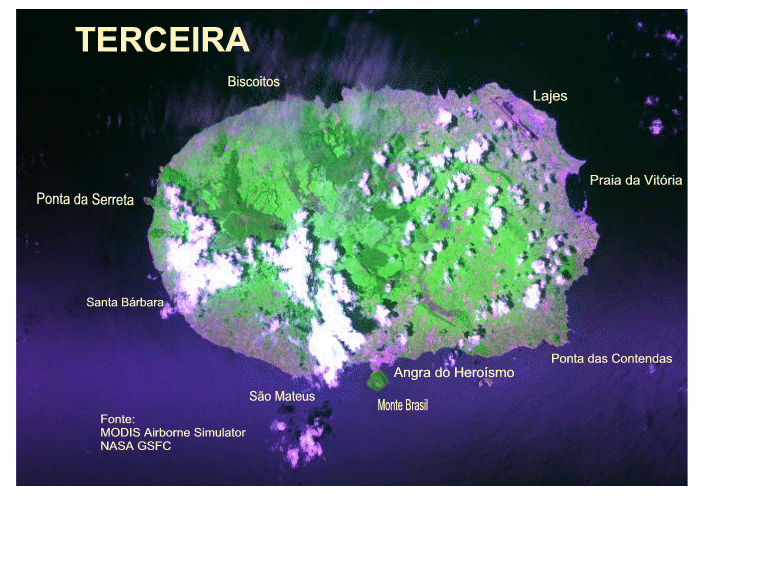
Вид острова с самолёта (1992).

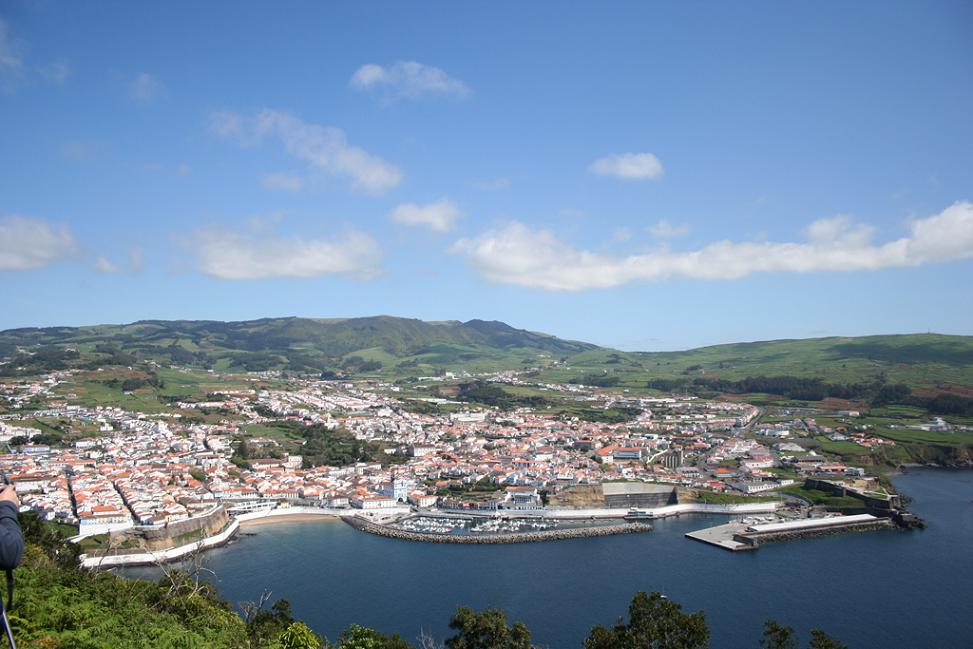
Города на юге острова.

Терсейра — самый восточный из островов центральной группы. Он расположен в 140 км северо-западнее острова Сан-Мигел. Периметр острова — 90 км, он тянется 29 км в длину и 19 км в ширину, всего остров занимает площадь 402,2 км². Население острова — 56 437 человек (2011).
Остров образован четырьмя вулканами. Наиболее старый (возраст 300 000 лет) — Синку-Пикуш, который формирует восточную часть острова. Он имеет кратер 7 км в диаметре и является одним из наибольших на Азорских островах. Второй вулкан Гилерме-Мониж (возраст около 100 000 лет) расположен в южно-центральной части острова, кратер которого имеет высоту 623 метра На севере расположен вулкан Пику-Алту (возраст 60 000 лет). Он когда-то также имел кратер, но последующие извержения заполнили его несколькими меньшими куполами лавы. Его вершина расположена на высоте 808 м. Самый молодой и единственный действующий вулкан — Санта-Барбара, который расположен на западе острова и является самым высоким. Его вершина находится на высоте 1022 м. Этот вулкан образован двумя кратерами, самый молодой из которых сформировался приблизительно 15 000 лет назад. Извержения Санта-Барбары происходили в 1761, 1867 и 1998—2000 гг. На юге острова вдаются в океан остатки вулкана Монти-Бразил, образуя полуостров и залив.
Между островами Терсейра и Сан-Мигел также находится крупный сейсмически активный подводный вулкан.
Для западной части острова характерно наличие относительно густой древесной растительности в сравнении с его восточной частью, что обусловлено преобладанием западных ветров, приносящих большее количество осадков. В 2011 год на острове был создан природный парк Терсейра.

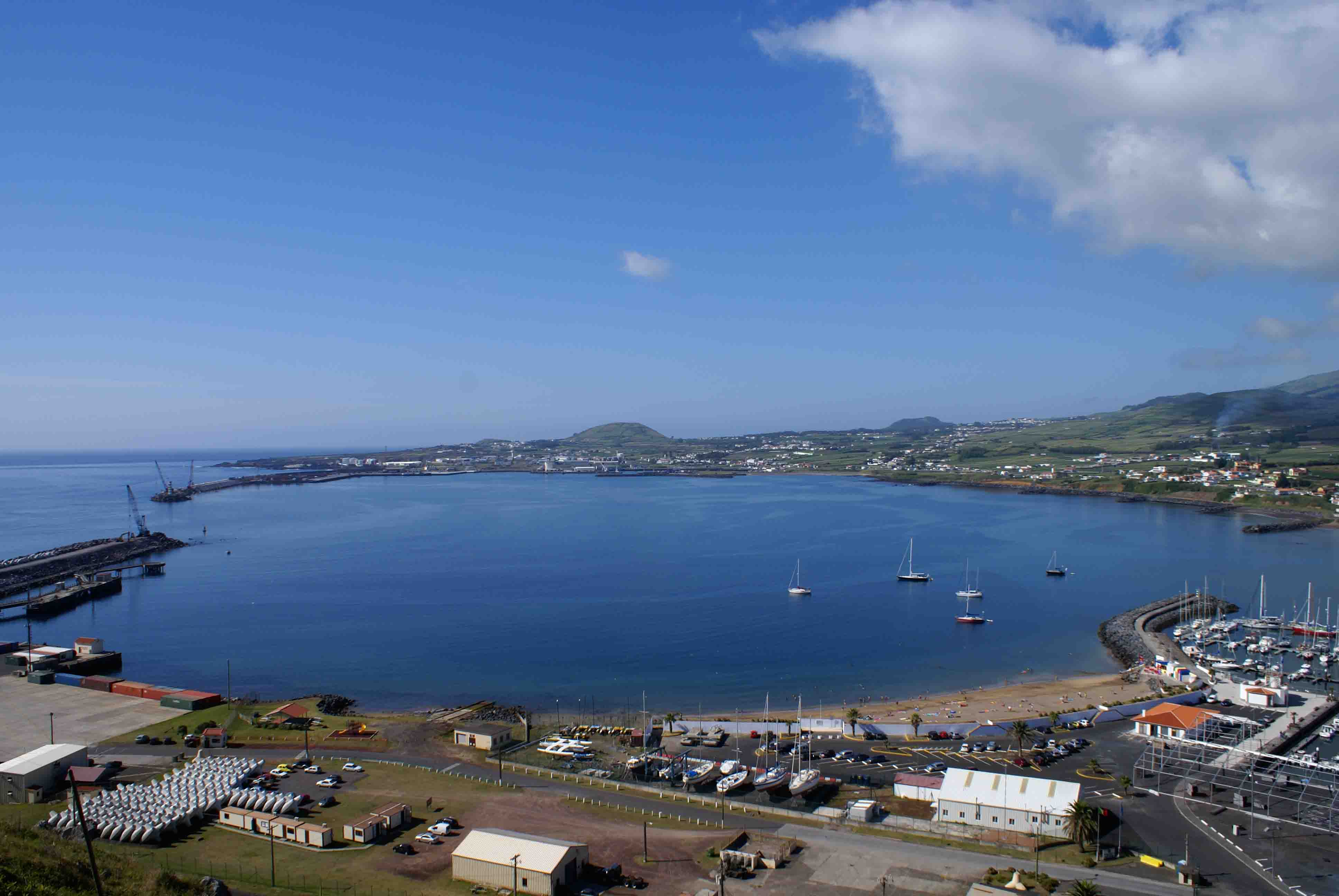
Баия-Гранде

## История
Первоначально остров назывался Бразилия. Это название появилось в венецианских картах, составленных Андреа Бьянко. Однако среди колонистов закрепилось название «Третий остров» — Терсейра.
В летнее время — с 1 мая по 30 сентября на острове регулярно проводится развлечение турада-а-корда — когда быки на слабой верёвке выпускаются на улицы.

## Административная структура острова
Остров делится на два муниципалитета — Ангра-ду-Эроижму и Вила-да-Прая-да-Витория.

## Города
Ангра-ду-Эроижму — историческая столица и один из первых городов на Азорских островах, основан в 1478 году на берегу естественной бухты. Центральная часть города Ангра-ду-Эроижму признана объектом Всемирного Наследия ЮНЕСКО.

## Экономика
Хозяйство острова ориентировано прежде всего на скотоводство и растениеводство, кроме того значительно развита туристическая инфраструктура.

## Транспорт
Остров имеет два морских порта в Ангра-ду-Эроижму и Вила-да-Прая-да-Витория. Здесь также расположена португальская военная база Лажеш. На территории военной базы расположен международный аэропорт, принимающий гражданскую авиацию. Остров связан с островом  Сан-Мигел паромным сообщением.

## Известные уроженцы и жители
- В ссылке на острове в 1906 году умер Гунгунхана — последний император из династии правителей государства Газа, находившегося на территории современного Мозамбика, известный также как «Лев Газы».
- Нуно Беттанкур (порт. Nuno Duarte Gil Mendes Bettencourt) — американский рок-музыкант, гитарист-виртуоз, автор песен.